# Greenyard
Greenyard er en belgisk fødevarevirksomhed. Den blev etableret i 2015 ved en fusion imellem fire virksomheder: Univeg (frisk frugt og grøntsager, blomster og planter plants), Pinguin (frosne fødevarer), Noliko (frugt på dåse og grøntsager) og Peltracom (plantegødning).